# Бейт-Ханан
Бейт-Ханан (ивр. בֵּית חָנָן‎) — мошав в центральной части Израиля. Мошав расположен примерно в двух километрах к западу от города Нес-Циона, находится под юрисдикцией регионального совета Ган-Раве. В 2020 году население мошава составляло 542 человек.

## История
Бейт-Ханан, основанный еврейскими иммигрантами из Болгарии во время праздника Ханука в 1929 году, был первой еврейской сельскохозяйственной общиной, созданной после арабских беспорядков 1929 года. Название взято из Танаха, в частности (1Цар. 4:9).
Согласно переписи населения, проведенной в 1931 году властями Британского мандата, в Бейт-Ханане проживало 178 жителей в 50 домах.
В 2007 году в Бейт-Ханане было 750 акров (3,04 км2) сельско-хозяйственных угодий. Основными отраслями экономики являются яйца, сады (пекан, цитрусовые, авокадо, манго, анона и оливки) и теплицы (цветы, овощи и саженцы). В мошаве также есть банкетные залы на территории исторического дома.
В пределах мошава был обнаружен мозаичный пол с греческими надписями. Редкий вид красного ириса растет к западу от мошава, в заповеднике диких цветов площадью более 8 акров (32 374,85 м2).

## Население
По данным Центрального статистического бюро Израиля, население на начало 2020 года составляло 542 человека.

## Галерея
- Вид с самолёта, 2012 год
- Бейт-Ханан в прошлом (1933) и сейчас (2007)
- Памятник основателям на въезде в мошав
- Площадь основателей